# Allvarligt utrotningshotade språk
Allvarligt utrotningshotade språk (engelska: severely endangered) är de språk som riskerar att dö ut. Det är en underkategori till utrotningshotade språk.
Definitionen för statusen allvarligt utrotningshotad är att "Språket talas bara av morföräldrar och äldre generationer; även om föräldragenerationen fortfarande förstår språket talar de vanligtvis inte det till sina barn eller sinsemellan". Till de allvarligt utrotningshotade språken hör till exempel picard med 700 000 talare och limousin med 400 000 talare.
År 2009 var Mexiko det land i världen med flest allvarligt utrotningshotade språk, dessa uppgick till 33 stycken. Näst flest hade USA  med 32 språk i samma kategori.